# Саротино (Катанцаро)
Саротино је насеље у Италији у округу Катанцаро, региону Калабрија.
Према процени из 2011. у насељу је живело 256 становника. Насеље се налази на надморској висини од 105 м.